# موصل ملاطي مينائي
المَوصِلٌ المِلاَطِيٌّ المينائِيّ أو المُلتقى الملَاطيّ المينائي (بالإنجليزية: cementoenamel junction)‏ والمختصر في كثير من الأحيان باسم CEJ، هو حاجزٌ أو حَدٌ تشريحي مرئي قليلاً تم تحديد مكانه على السن. إنه المكان الذي يلتقي فيه الميناء (الذي يغطي التاج التشريحي للسن)، والملاط (الذي يغطي الجذر التشريحي للسن). تُعرف بشكل غير رسمي باسم عنق السن. 
إن الحدود التي نشأت من هذين النسيجين السنيين لها أهمية كبيرة حيث أنها عادة ما تكون المكان الذي تلتصق فيه اللثة بالأسنان السليمة بواسطة ألياف تسمى ألياف اللثة.